# Estella Warren
Estella Dawn Warren (nascida em 23 de Dezembro de 1978)  é uma atriz canadense-americana, modelo e ex-nadadora sincronizada. Durante sua carreira de nadadora, ela foi membro da equipe nacional do Canadá e ganhou três títulos nacionais. Desde 1994, ela tem trabalhado como modelo por meio de publicações; como a Sports Illustrated, além de trabalhar em campanhas para marcas como Perry Ellis e Victoria's Secret.
Warren mais tarde começou a carreira como atriz, estrelando em filmes como o filme re-adaptado de Tim Burton , Planet of the Apes, de 2001, e também papéis na televisão em Law & Order , Law & Order: Special Victims Unit e Beauty and the Beast .